# TVP Seriale
TVP Seriale è un canale televisivo polacco appartenente alla TVP. È nato nel 2010. Trasmette contenuti generalistici con il formato di 16:9.